# کالوین گلدشایدر

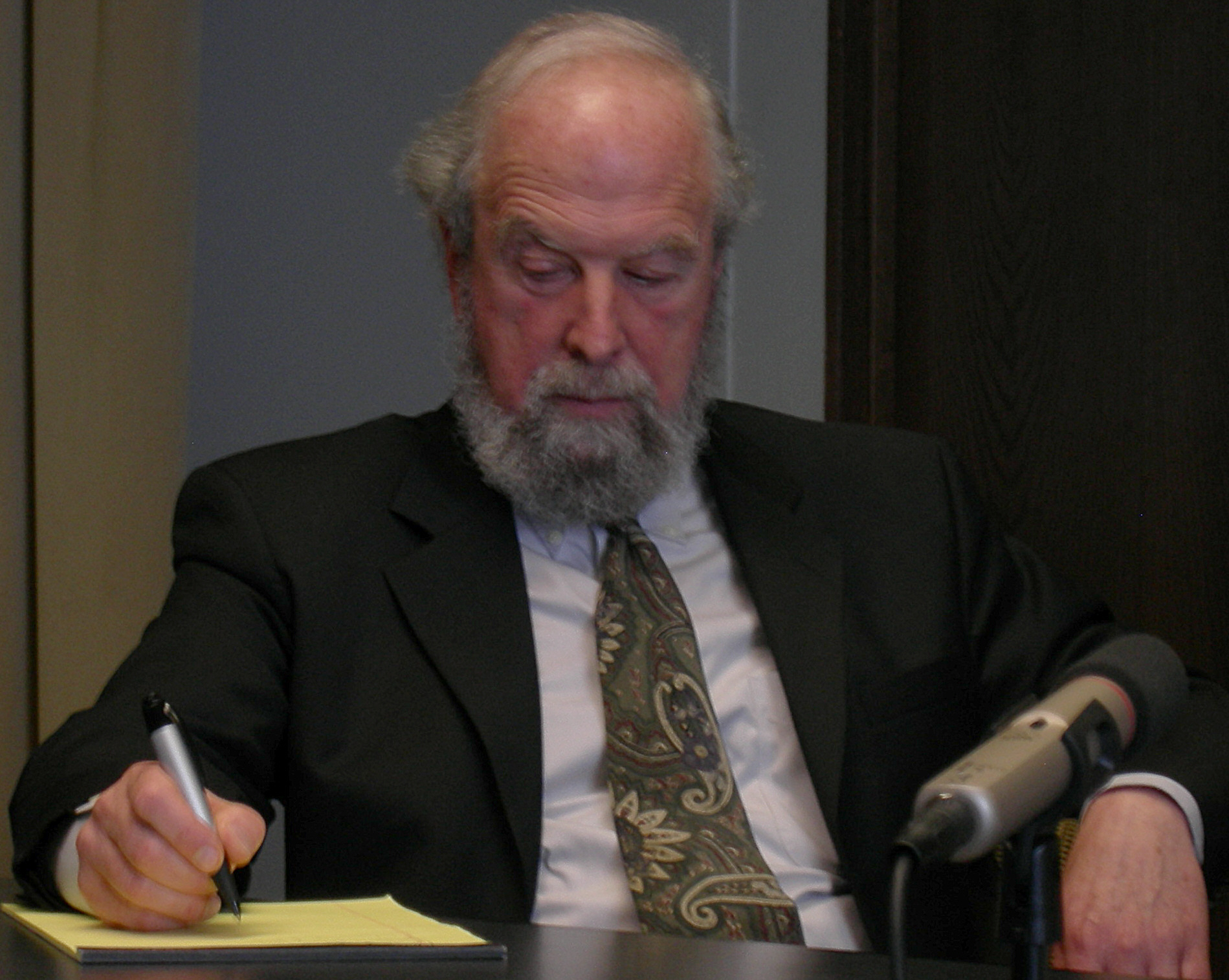
کالوین گلدشایدر

کالوین گلدشایدر (انگلیسی: Calvin Goldscheider؛ زادهٔ ۲۸ مه ۱۹۴۱) رئیس گروه جمعیت‌شناسی و استاد جمعیت‌شناسی و جامعه‌شناسی در دانشگاه عبری اورشلیم است، او همچنین وابسته به مرکز مطالعات و آموزش جمعیت و استاد کمکی جامعه‌شناسی در دانشگاه براون است.